# Coleman (Georgia)
Coleman – miasto w Stanach Zjednoczonych, w stanie Georgia, w hrabstwie Randolph.